# Mary Willie Arvin
Margaret "Mary" Willie Arvin, född den 21 april 1879 i Henderson, Kentucky, död den 9 september 1947 i Henderson, Kentucky, var en amerikansk sjuksköterska. Hon var en av få kvinnor som dekorerades för sina insatser i första världskriget av de tre huvudsakliga segermakter Frankrike, Storbritannien och USA.

## Biografi

### Tidiga år
Arvin föddes 1879 som det äldsta av sju syskon till föräldrarna William och Bettie Arvin i Henderson, Kentucky. Arvin utbildade sig till sjuksköterska vid Owensboro City Hospital School of Nursing och avlade examen där 1904. Därefter arbetade hon som sjuksköterska i Memphis, Tennessee.

### Första världskriget
I juni 1917 bestämde sig Arvin för att ansluta sig till Amerikanska Röda Korset och skickades den 18 juli 1917 till det krigsdrabbade Frankrike som sjuksköterska för att tjänstgöra vid ett av organisationens fältsjukhus som annars framför allt hade personal från Harvards universitetssjukhus. Den 17 september 1917 bombades fältsjukhuset i en nattlig räd av tyskarna. De amerikaner som miste livet i samband med den bombningen var de första döda amerikanerna i första världskriget. Fältsjukhuset bombades återigen av tyskarna den 30 juni 1918.
För sina insatser i att som sjuksköterska fortsätta vårda patienter och skadade i samband med bombningarna av fältsjukhuset förärades Arvin den franska utmärkelsen Croix de guerre, den amerikanska utmärkelsen purpurhjärtat och det brittiska Kungliga röda korset. General Pershing skrev även ett personligt tackbrev till Arvin i augusti 1918 för hennes insatser under bombningarna.
Efter att första världskriget avslutades den 18 november 1918 blev Arvin och hennes enhet kvar i Frankrike ytterligare några månader, och först i mars 1919 kunde hon återvända till USA.

### Senare liv och gärning
Väl åter i USA flyttade Arvin hem till Henderson, Kentucky, och kom att arbeta för Amerikanska Röda Korset i Hopkinsville från 1919. Väl tillbaka bjöds hon även in som talare för att berätta om sina erfarenheter vid olika sociala tillställningar etc. Någon gång mellan 1921 och 1925 flyttade Arvin från Kentucky till Orlando, Florida, för att arbeta som sjuksköterska på ett sjukhus.
Arvin gifte sig den 28 mars 1925 med William Tiller. Tiller hade även han tjänstgjort i första världskriget. Maken avled dock inom ett år från giftermålet. Arvin gifte om sig med Robert Sissons, en annan veteran från första världskriget, 1932. Det äktenskapet varade fjorton år till dess Sissons avled 1946.
Arvin avled i sin systers hem i Henderson, Kentucky i september 1947. Hon begravdes på Fernwoods kyrkogård i Henderson.

## Eftermäle
Sedan 2006 hänger ett porträtt av Arvin i Kentuckys Capitolium. Under 2010 placerades en skylt med information om Arvins gärning under första världskriget vid hennes grav.

## Utmärkelser
1918 – Franska Croix de guerre
1919 – Brittiska Kungliga röda korset
1932 – Amerikanska purpurhjärtat